# Marshall Perron

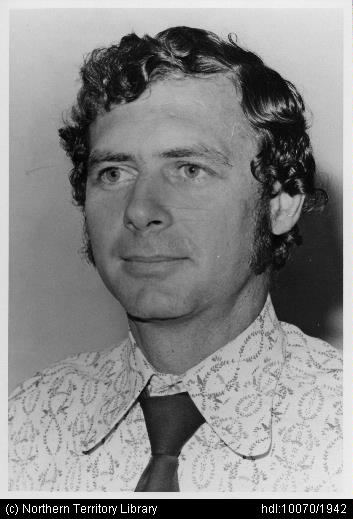
Marshall Perron (1974)

Marshall Bruce Perron (* 5. Februar 1942 in Perth, Western Australia) ist ein australischer Politiker und ehemaliger Chief Minister des Northern Territory.

## Biografie
Perron ist Mitglied der Country Liberal Party, der von 1974 bis 2001 führenden Partei des Northern Territory Australiens, und war zwischen 1974 und 1995 Mitglied der Legislativversammlung des Territoriums (Northern Territory Legislative Assembly), in der er zunächst den Wahlkreis Stuart Park und dann von 1983 bis 1995 von Fannie Bay vertrat.
Bereits im Dezember 1975 wurde er Minister für Kommunal- und Konsumentenangelegenheiten in der Regierung von Chief Minister Goff Letts sowie nach einer Kabinettsumbildung Minister für Erziehung und Planung von 1976 bis 1977.
1977 ernannte ihn Chief Minister Paul Everingham zum Stellvertretenden Chief Minister sowie Minister für Finanzen und Planung. Nach dem Beginn der Selbstverwaltung am 1. Juli 1978 wurde er wieder Stellvertretender Chief Minister (Deputy Chief Minister) sowie Schatzminister (Treasurer). Zugleich war er zwischen 1978 und 1980 auch Minister für Grundbesitz und Wohnungsbau (Minister of Lands and Housing) und im Anschluss bis 1984 zugleich Minister für industrielle und gemeinschaftliche Entwicklung (Minister of Industrial Development and Community Development).
Chief Minister Ian Tuxworth berief ihn im Oktober 1984 zum Generalstaatsanwalt (Attorney General) sowie zum Minister für Bergbau und Energie (Minister of Mines and Energy). Diese Ämter hatte er auch unter der nachfolgenden Regierung von Chiefminister Stephen Hatton inne.
Am 13. Juli 1988 wurde er als Nachfolger von Stephen Hatton Chief Minister des Northern Territory und bekleidete dieses Amt bis zu seiner Ablösung durch Shane Stone am 26. Mai 1995. Zugleich war er von September 1989 bis Juli 1994 Schatzminister sowie Minister für Polizei, Feuerwehr und Notfalldienste (Minister for Police, Fire and Emergency Services).
Kurz nach seinem Ausscheiden als Chief Minister brachte er die Initiative für das Rights of the Terminally Ill Act (Gesetz über die Rechte unheilbar Kranker) ein. Nachdem dieses in gültiges Recht durch den Administrator des Northern Territory, Austin Asche, proklamiert wurde, war es das erste Gesetz weltweit, welches die Sterbehilfe legalisierte. Nach Inkrafttreten nahmen vier Australier dieses Gesetz zur Erreichung ihres Todes in Anspruch, bevor das Australische Repräsentantenhaus entschied, dass das Territorium nicht eigenständig über diese Thematik entscheiden dürfe und das Gesetz durch das Euthanasia Laws Act 1997 (Sterbehilferechtsgesetz) somit 1997 aufhob.